# Равнинска пака
Равнинската или равнинна пака (Cuniculus paca) е вид бозайник от семейство Пакови (Cuniculidae). Възникнали са преди около 0,13 млн. години по времето на периода кватернер. Видът е незастрашен от изчезване.

## Разпространение
Разпространени са в Аржентина, Белиз, Боливия, Бразилия, Венецуела, Гватемала, Гвиана, Еквадор, Колумбия, Коста Рика, Мексико, Никарагуа, Панама, Парагвай, Перу, Салвадор, Суринам, Тринидад и Тобаго, Уругвай, Френска Гвиана и Хондурас. Внесени са в Алжир и Куба.

## Описание
На дължина достигат до 64,7 cm, а теглото е около 8,2 kg. Имат телесна температура около 37,2 °C.
Продължителността им на живот е около 16,3 години. Популацията им е стабилна.